# Žarnov
Žarnov (em húngaro: Zsarnó) é um município da Eslováquia, situado no distrito de Košice-okolie, na região de Košice. Tem 7,2 km² de área e sua população em 2018 foi estimada em 412 habitantes.

## Demografia
| Ano:        | 1994 | 2004    | 2014   | 2024   |
| ----------- | ---- | ------- | ------ | ------ |
| Broj ljudi: | 364  | 419     | 417    | 451    |
| Razlika:    |      | +15,10% | -0,47% | +8,15% |

| Ano:               | 2023 | 2024   |
| ------------------ | ---- | ------ |
| Número de pessoas: | 453  | 451    |
| Diferença:         |      | -0,44% |